# Yazd Atash Behram
Yazd Atash Behram (en persa: آتشکدهٔ یزد‎; también conocido como  Atashkadeh-e Yazd) es un templo de fuego zoroastrista ubicado en Yazd, provincia de Yazd, Irán. El templo fue construido en 1934 y consagra el Atash Bahram, que significa «Fuego victorioso», que está fechado del año 470 d. C., y se cree que se ha mantenido vivo desde entonces. Es uno de los nueve Fuegos de la Victoria, uno de los de más alto grados de fuego que puede colocarse en un templo en Irán, donde los zoroastrianos han practicado su religión desde el 400 aC; los otros ocho Fuegos de la Victoria están situados en la India. Según Aga Rustam Noshiravan Belivani, de Sharifabad, el Anjuman-i Nasiri —funcionarios electos del zoroastrismo— abrieron el Yazd Atash Behram en la década de 1960 a los visitantes no zoroástricos.

## Antecedentes
El templo se encuentra en Yazd,  al oeste de Shiraz, en la provincia desierta de Yazd, donde los zoroastrianos han practicado su religión desde alrededor del año 400 a. C. Está ubicado en la avenida Ayatullah Kashani y se encuentra a 6 kilómetros del aeropuerto de Yazd.
Los templos de fuego de más alto nivel se construyeron primero en el Imperio sasánida por reverencia al fuego, que es la manifestación de Ahura Mazda en la religión zoroástrica. Según la religión zoroástrica, este tipo de fuego está consagrado por dieciséis fuentes diferentes, incluido el fuego creado por un rayo.

## Historia

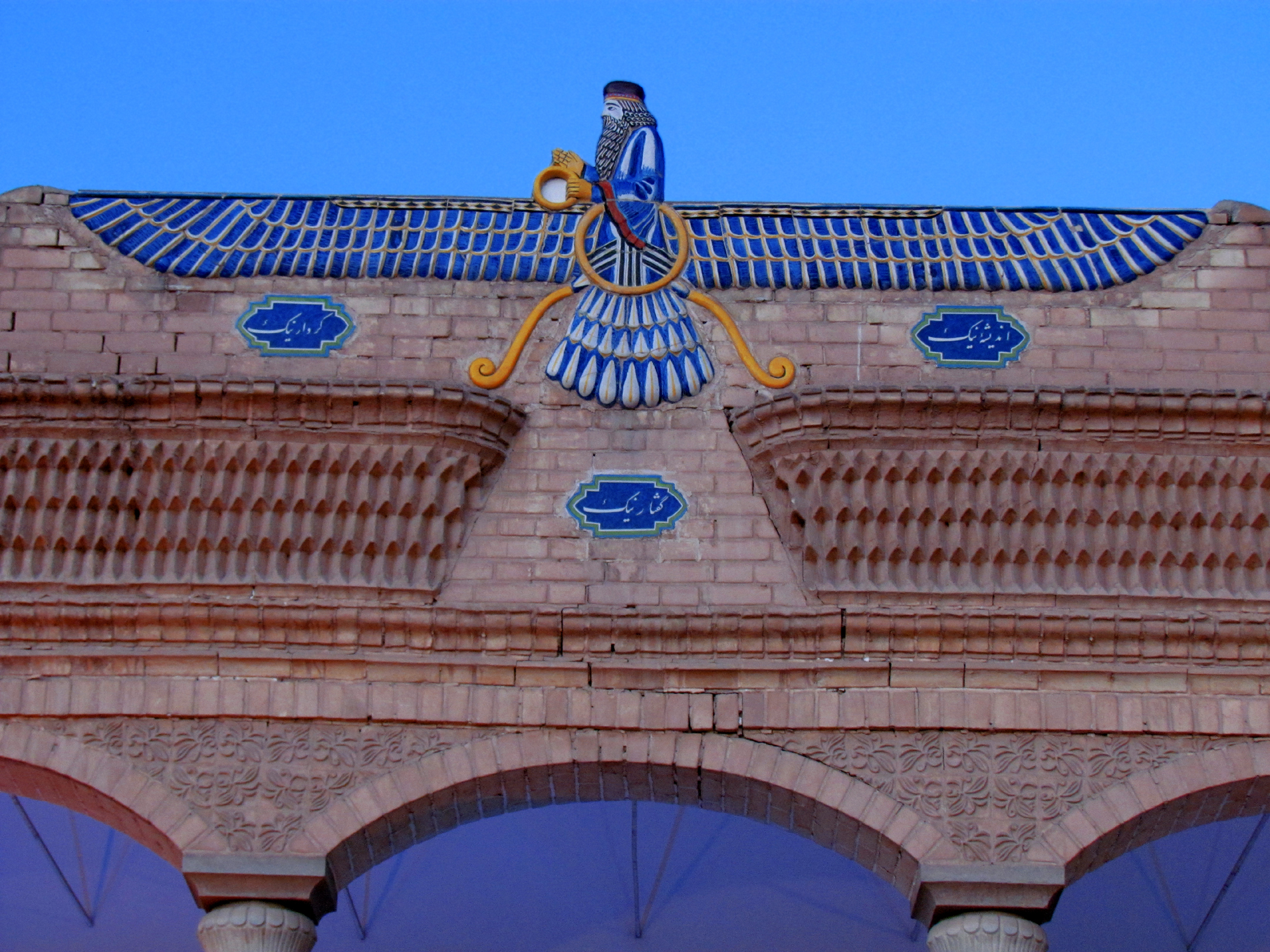
Símbolo en el Templo Yazd Atash Behram.

La construcción del templo Yazd Atash Behram está fechada en 1934, según reza una placa fijada en el santuario. Los fondos para su edificación fueron proporcionados por la Asociación de los Parsi Zoroastrianos de la India y se realizó bajo la dirección de Jamshid Amanat. Se dice que el fuego sagrado del templo ha estado ardiendo desde aproximadamente el 470; su origen comenzó en el Imperio Sasánida cuando estaba en el templo de fuego de Pars Karyan en el distrito sur de Pars de Larestán. Desde allí fue transferido a Aqda donde se mantuvo durante 700 años. Luego, el fuego se trasladó en 1173 al templo de Nahid-e Pars, en las cercanías de Ardakan, donde permaneció durante 300 años hasta que fue trasladado nuevamente a la casa de un sumo sacerdote en Yazd, y finalmente fue consagrado en el nuevo templo el 1934.

## Características

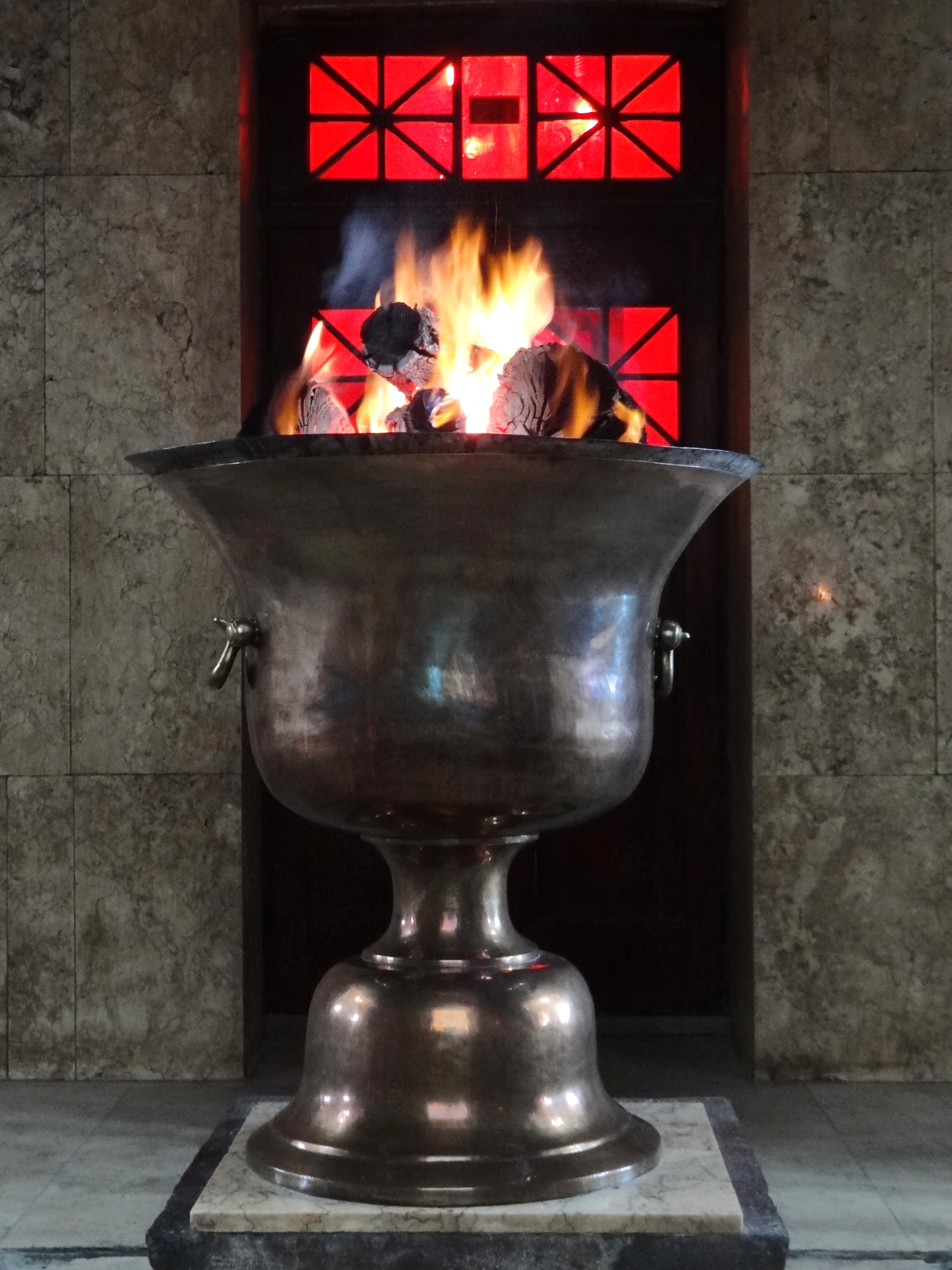
Eterna llama de fuego en el templo de Yazd, Irán Central

El templo del fuego está construido en estilo arquitectónico aqueménida en mampostería de ladrillo según el diseño preparado por los arquitectos de Bombay. Es similar en diseño a los templos de Atash Behram de la India. El edificio está rodeado por un jardín con árboles frutales. Hay una deidad alada de Ahura Mazda incrustada en la puerta del templo.
El fuego sagrado se instala en el templo detrás de un recinto de vidrio teñido de color ámbar. Solo a los zoroastrianos se les permite ir al santuario del fuego. Los no zoroastrianos pueden verlo desde el exterior de la cámara de vidrio. Anjuman-i Nasiri abrió el Yazd Atash Behram en la década de 1960 a los visitantes no zoroástricos.